# Pseudosimnia diaphana
Pseudosimnia diaphana is een slakkensoort uit de familie van de Ovulidae. De wetenschappelijke naam van de soort is voor het eerst geldig gepubliceerd in 1987 door Liltved.